# 포 시즌스 호텔 토론토

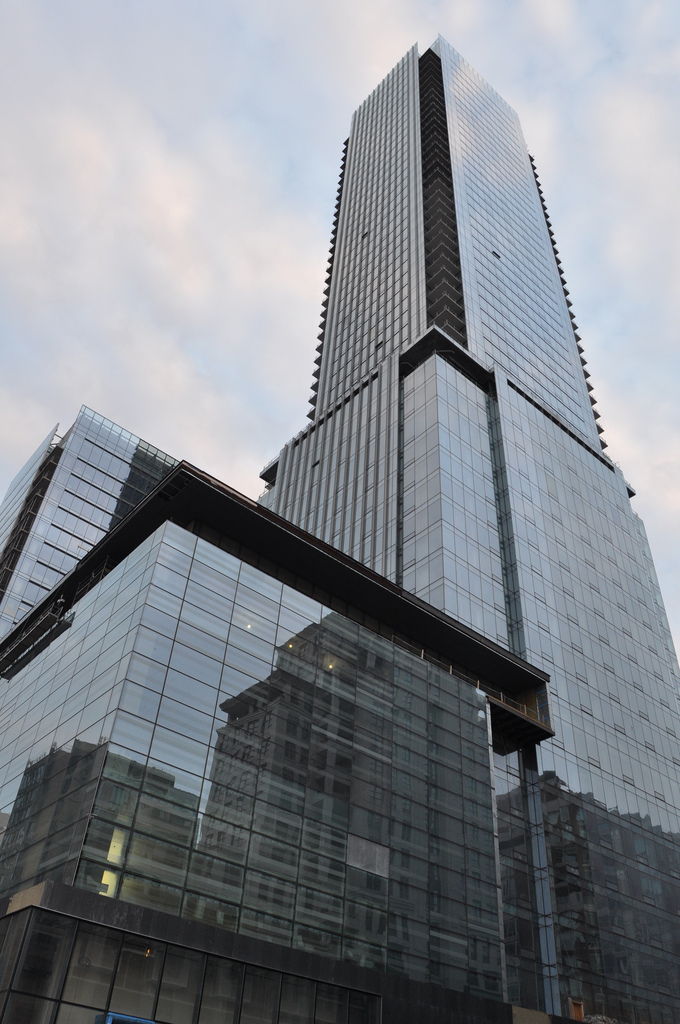

포 시즌스 호텔 토론토(Four Seasons Hotel Toronto)은 캐나다 온타리오주 토론토 시 요크빌 포시즌스 호텔 토론토는 다운타운 토론토에서 가장 비싼 땅값을 형성하고 있는 요크빌 지역에 위치해있다. 주변은 글로벌 대기업 들이 주를 이루고 있다. 포시즌스 호텔은 캐나다 브랜드이며 특1급 글로벌 대기업 호텔이다. 캐나다 토론토에서 처음 시작되어 전세계( 한국, 캐나다, 미국, 영국, 중국, 마카오, 홍콩, 호주, 일본 등) 106개의 체인호텔이 있다. 사우디아라비아의 왕자와 빌게이츠, 창립자인 이저도어 샤프가 대주주로 있다. 특1급 호텔중 손에 꼽히는 호텔이며 외국계 체인 호텔중 (힐튼, 하얏트, 메리어트 등)가장 트렌디하며 호텔의 인테리어 또한 고급스러움의 극치다. 자세한 내용은 아래 링크를 확인https://en.m.wikipedia.org/wiki/Four_Seasons_Hotel_and_Residences_Toronto
http://www.fourseasons.com/toronto

## 같이 보기
- 캐나다의 마천루 목록
- 토론토의 마천루 목록
- 포시즌스 호텔